# Boris Georgijewitsch Kusnezow
Boris Georgijewitsch Kusnezow (russisch Борис Георгиевич Кузнецов; * 23. Februar 1947 in Astrachan; † 3. Mai 2006) war ein sowjetischer Boxer. Er war Olympiasieger 1972 im Federgewicht (damals bis 57 kg Körpergewicht).

## Werdegang
Boris Kusnezow wuchs in Astrachan auf und begann dort 1958 als Jugendlicher mit dem Boxen. Er war Mitglied von „Trud Rezervy“ (Arbeiterreserven). Seine Trainer waren W. Belokosow u. A. Tschaplygin. Seine ersten internationalen Starts absolvierte er 1968. Er bestritt in diesem Jahr in Kiew gegen Jugoslawien einen Junioren-Länderkampf für die Sowjetunion und gewann über Smajo Karadarjevic nach Punkten. Ferner siegte er beim international stark besetzten "2. Dutch Tulips Tournament" in Den Haag im Federgewicht. Er schlug dort den Rumänen Moldovan im Endkampf nach Punkten.
1969 startete er erstmals bei den sowjetischen Meisterschaften. Er unterlag dabei im Federgewicht im Achtelfinale gegen W. Tkachenko und kam in der Endabrechnung auf den 9. Platz. 1970 startete er wieder bei den sowjetischen Meisterschaften und schnitt dabei erheblich besser ab als 1969. Im Federgewicht unterlag er erst im Finale gegen Aligmantas Zurza und belegte den 2. Platz.
Auch im Jahre 1971 wurde Boris Kusnezow sowjetischer Vizemeister im Federgewicht. Er unterlag im Finale gegen Walerian Sokolow nach Punkten. In diesem Jahr bestritt er auch zwei gut besetzte internationale Turniere. Dabei gewann er beim TSC-Turnier in Ost-Berlin und belegte beim "Leningrad-Tournament" den 2. Platz, jeweils im Federgewicht. In Leningrad besiegte er u. a. im Halbfinale den Kubaner Blas Sanchez nach Punkten und unterlag im Finale wieder gegen Walerian Sokolow.
Im Olympiajahr 1972 waren die sowjetischen Meisterschaften von besonderer Wichtigkeit. Konnte doch der jeweilige Meister einer Gewichtsklasse damit rechnen zu den Olympischen Spielen nach München entsandt zu werden. Dementsprechend gut vorbereitet gingen alle Boxer, auch Boris Kuszenow, an den Start. Er schaffte dabei den Sprung in das Finale des Federgewichtes und traf dort erneut auf Walerian Sokolow. In einem ausgeglichenen Gefecht war Boris Kusnezow der Glücklichere und erzielte einen knappen 3:2-Punktsieg. Damit war er zum ersten Mal sowjetischer Meister geworden. Bei den Olympischen Spielen kam er dann tatsächlich zum Einsatz. Er besiegte in München Harouna Lago aus Nigeria in der 1. Runde durch K. o., gewann im Achtelfinale mit 3:2 Richterstimmen sehr knapp gegen Jose Baptista aus Venezuela, besiegte im Viertelfinale den Rumänen Gabriel Pometcu mit 4:1 Richterstimmen und gewann im Halbfinale gegen András Botos aus Ungarn sicher mit 5:0 Richterstimmen. Im Finale gegen den Kenianer Philip Waruinge stand ihm dann wieder das Glück zur Seite, denn von den fünf Punktrichtern entschieden sich drei für ihn und zwei für Waruinge. Mit dem 3:2-Punktsieg war Boris Kusnezow Olympiasieger.
1973 siegte Boris Kusnezow in Las Vegas anlässlich eines Länderkampfes USA gegen die Sowjetunion im Federgewicht über Arturo Frias nach Punkten. Bei den sowjetischen Meisterschaften und bei den Europameisterschaften dieses Jahres war er aber nicht am Start.
Im Jahre 1974 kam es bei den sowjetischen Meisterschaften im Federgewicht erneut zum Endkampf Boris Kusnezow gegen Walerian Sokolow und wieder siegte Boris Kusnezow mit 3:2 Richterstimmen äußerst knapp. Er kam daraufhin auch bei den 1. Box-Weltmeisterschaften der Amateure in Havanna im Federgewicht zum Einsatz. In Havanna siegte er in der Vorrunde über Ove Lundby aus Schweden durch techn. KO in der 1. Runde, besiegte im Achtelfinale Stefan Förster aus der DDR und im Viertelfinale René Weller aus der BRD jeweils nach Punkten. Mit dem gleichen Ergebnis gewann er auch im Halbfinale über Rigoberto Garibaldi aus Panama. Im Endkampf traf er auf Howard Davis aus den USA. Hatte er bis dahin immer Glück mit den 3:2 Punktrichterentscheidungen gehabt, so hatte er dieses Mal Pech. Denn Howard Davis wurde mit 3:2 Richterstimmen Punktsieger über Kusnezow und damit Weltmeister. Für Boris Kusnezow blieb der Vize-Weltmeistertitel.
Nach den Weltmeisterschaften in Havanna trat Boris Kusnezow zurück.

## Länderkämpfe von Boris Kusnezow
- 1968 in Kiew: UdSSR gegen Jugoslawien (Junioren), Punktsieger über Smajo Karadarjevic,
- 1969 in Moskau: UdSSR gegen Polen (Junioren), Punktniederlage gegen Jan Prochon,
- 1970 in Moskau: UdSSR gegen USA, Punktniederlage gegenay Lunny,
- 1971 in Paris: Frankreich gegen UdSSR, Punktsieger über Daniel Triouilare,
- 1972 in Jerewan: UdSSR gegen USA, Abbruch-Sieger 2. Runde über Robert Vascocu,
- 1973 in Las Vegas: USA gegen UdSSR, Punktsieger über Arturo Frias,
- 1974 in Moskau: UdSSR gegen USA, Punktsieger über William Berry

## Sowjetische Meisterschaften mit Boris Kusnezow
(alle im Federgewicht, damals bis 57 kg Körpergewicht)
- 1969: 1. Walerian Sokolow, 2. Semen Trestin, 3. Alexander Schaschkow u. W. Plotnikow, --- 9. Boris Kusnezow,
- 1970: 1. Aligmantas Zurza, 2. Boris Kusnezow, 3. Walerian Sokolow u. Witali Kalmykow,
- 1971. 1. Walerian Sokolow, 2. Boris Kusnezow, 3. Alexander Andrianow u. Werazdat Bagdasarew,
- 1972: 1. Boris Kusnezow, 2. Walerian Sokolow, 3. Oleg Jaschakow u. Adomas Baltimavicius,
- 1974: 1. Boris Kusnezow, 2. Walerian Sokolow, 3. Wiktor Radkewitsch u. Ashot Awtisjan